# Comando Popular Revolucionario-La Patria es Primero
El Comando Popular Revolucionario-La Patria es Primero (acortado como CPR-LPEP), es una organización guerrillera nacida en el estado de Guerrero, la cual es conocida por el asesinato de José Rubén Robles Catalán, colaborador del exgobernador Rubén Figueroa Figueroa, además de estar señalado de estar involucrado en la Masacre de Aguas Blancas.
El grupo es influenciado fuertemente por el ideario y la campaña realizadas por Lucio Cabañas y Genaro Vázquez Rojas, esto durante el contexto de la Guerra sucia en México. Según autoridades mexicanas, el grupo funciona como brazo armado de la guerrilla Tendencia Democrática Revolucionaria-Ejército del Pueblo.

## Historia

### Asesinato de José Rubén Robles Catalán
El primer ataque del Comando Popular Revolucionario-La Patria es Primero (CPR-LPEP), fue el asesinato de José Rubén Robles Catalán, el ex secretario de gobierno Interior de Guerrero e
importante militante del Partido Revolucionario Institucional, asesinado en un restaurante dentro de un hotel en Acapulco, muriendo en el ataque también su guardaespaldas.
 El CPR-LPEP se adjudicó el ataque mencionando que es en venganza a la impunidad que rodea la Masacre de Aguas Blancas, advirtiendo que están pendiente la ejecución de otros ex servidores públicos implicados en la masacre o represión a movimientos sociales.
El atentado fue alabado por el Movimiento Revolucionario Lucio Cabañas Barrientos, en los días posteriores. Días después lanzaron un segundo comunicando explicando más las ideas del grupo, preparación del ataque y dar otros antecedentes de la política del estado de Guerrero. Por los hechos, fueron detenidos los militantes de la OCSS Orlando Ávila Mesino (liberado hasta el 23 de diciembre de 2023), y Rocío Mesino Mesino (liberada en 2013).

### Actividad posterior
No fue hasta el 18 de septiembre del mismo año, que el CPR-LPEP se adjudicó el asesinato de Miguel Ángel Mesino Mesino, importante miembro de la Organización Campesina de la Sierra del Sur (OCSS) y exmiembro del Comité Clandestino Revolucionario de los Pobres-Comando Justiciero 28 de Junio, el cual acusaron de extorsionar a comerciantes y campesinos. Después de este ataque, el grupo lanza comunicados relacionados con eventos políticos y sociales en la región, así como noticias y hechos internacionales. De enero a septiembre del 2006, el grupo menciona que está en una tregua en solidaridad con el movimiento de La Otra Campaña, organizada por el EZLN, esto bajo el contexto de las elecciones de ese año. Durante la presidencia de Felipe Calderón, el grupo crítico la estrategia en la llamada guerra contra el narcotráfico, y la militarización del país.